# Didymodon berthoanus
Didymodon berthoanus är en bladmossart som beskrevs av Thériot 1926. Didymodon berthoanus ingår i släktet lansmossor, och familjen Pottiaceae. Inga underarter finns listade i Catalogue of Life.